# Coppa panamericana femminile under 18 di pallavolo 2013
La Coppa panamericana femminile under 18 di pallavolo 2013 si è svolta dal 29 aprile al 4 maggio 2013 a Città del Guatemala, in Guatemala: al torneo hanno partecipato otto squadre nazionali Under-18 nordamericane e sudamericane e la vittoria finale è andata per la prima volta al Brasile.

## Impianti
| |  |  |
| |  |  |
| Gimnasio Teodoro Palacios Flores Città: Città del Guatemala Capienza: 10 000 Anno d'apertura: 1946 |  |  |

## Regolamento

### Formula
Le squadre hanno disputato una prima fase a gironi con formula del girone all'italiana; al termine della prima fase:
- Le prime due classificate del Girone A hanno acceduto direttamente alle semifinali, con la terza e la quarta classificata che hanno invece acceduto ai quarti di finale, venendo accoppiate col metodo della serpentina con le prime due classificate del Girone B.
- Le due formazioni sconfitte ai quarti di finale e le ultime due classificate del Girone B hanno acceduto alla fase finale per il quinto posto, venendo accoppiate col metodo della serpentina.

### Criteri di classifica
Se il risultato finale è stato di 3-0 sono stati assegnati 3 punti alla squadra vincente e 0 a quella sconfitta, se il risultato finale è stato di 3-1 sono stati assegnati 3 punti alla squadra vincente e 1 a quella sconfitta, se il risultato finale è stato di 3-2 sono stati assegnati 2 punti alla squadra vincente e 1 a quella sconfitta.
L'ordine del posizionamento in classifica è stato definito in base a:
- Numero di partite vinte;
- Punti;
- Ratio dei punti realizzati/subiti;
- Ratio dei set vinti/persi;
- Risultati degli scontri diretti.

## Squadre partecipanti
| Squadra         | Qualificazione      | Ultima partecipazione |
| --------------- | ------------------- | --------------------- |
| Argentina       | -                   | Messico 2011          |
| Brasile         | -                   | Debutto               |
| Cile            | -                   | Messico 2011          |
| Colombia        | -                   | Debutto               |
| Guatemala       | Paese organizzatore | Debutto               |
| Perù            | -                   | Messico 2011          |
| Porto Rico      | -                   | Messico 2011          |
| Rep. Dominicana | -                   | Messico 2011          |

## Torneo

### Fase a gironi
| Girone A        | Girone B   |
| --------------- | ---------- |
| Argentina       | Cile       |
| Brasile         | Colombia   |
| Perù            | Guatemala  |
| Rep. Dominicana | Porto Rico |

#### Girone A

##### Risultati
| 29 aprile 2013 Gimnasio Teodoro Palacios Flores, Città del Guatemala Durata: 1h:10 - Spettatori: 150 | Perù            | 0 - 3 | Argentina | 16-25, 17-25, 21-25        |
| 29 aprile 2013 Gimnasio Teodoro Palacios Flores, Città del Guatemala Durata: 1h:55 - Spettatori: 0   | Rep. Dominicana | 3 - 1 | Brasile   | 25-21, 27-25, 10-25, 25-18 |
| 30 aprile 2013 Gimnasio Teodoro Palacios Flores, Città del Guatemala Durata: 1h:19 - Spettatori: 200 | Brasile         | 3 - 0 | Argentina | 25-20, 25-18, 25-19        |
| 30 aprile 2013 Gimnasio Teodoro Palacios Flores, Città del Guatemala Durata: 1h:18 - Spettatori: 250 | Rep. Dominicana | 3 - 0 | Perù      | 25-21, 25-15, 25-21        |
| 1º maggio 2013 Gimnasio Teodoro Palacios Flores, Città del Guatemala Durata: 1h:19 - Spettatori: 200 | Perù            | 0 - 3 | Brasile   | 20-25, 21-25, 21-25        |
| 1º maggio 2013 Gimnasio Teodoro Palacios Flores, Città del Guatemala Durata: 1h:15 - Spettatori: 500 | Rep. Dominicana | 3 - 0 | Argentina | 25-15, 25-17, 25-23        |

##### Classifica
| Pos | Squadra         | Pt | G | V | P | SV | SP | Ratio | PF  | PS  | Ratio |
| --- | --------------- | -- | - | - | - | -- | -- | ----- | --- | --- | ----- |
| 1   | Rep. Dominicana | 14 | 3 | 3 | 0 | 9  | 1  | 9,000 | 237 | 201 | 1,179 |
| 2   | Brasile         | 11 | 3 | 2 | 1 | 7  | 3  | 2,333 | 239 | 206 | 1,160 |
| 3   | Argentina       | 5  | 3 | 1 | 2 | 6  | 3  | 0,500 | 187 | 204 | 0,917 |
| 4   | Perù            | 0  | 3 | 0 | 3 | 0  | 9  | 0,000 | 173 | 225 | 0,769 |

#### Girone B

##### Risultati
| 29 aprile 2013 Gimnasio Teodoro Palacios Flores, Città del Guatemala Durata: 1h:43 - Spettatori: 100 | Porto Rico | 3 - 1 | Colombia   | 25-21, 19-25, 25-23, 25-15 |
| 29 aprile 2013 Gimnasio Teodoro Palacios Flores, Città del Guatemala Durata: 1h:04 - Spettatori: 300 | Guatemala  | 0 - 3 | Cile       | 18-25, 11-25, 7-25         |
| 30 aprile 2013 Gimnasio Teodoro Palacios Flores, Città del Guatemala Durata: 1h:25 - Spettatori: 200 | Porto Rico | 3 - 0 | Cile       | 25-23, 25-21, 25-21        |
| 30 aprile 2013 Gimnasio Teodoro Palacios Flores, Città del Guatemala Durata: 1h:09 - Spettatori: 350 | Guatemala  | 0 - 3 | Colombia   | 11-14, 14-25, 11-25        |
| 1º maggio 2013 Gimnasio Teodoro Palacios Flores, Città del Guatemala Durata: 1h:13 - Spettatori: 100 | Cile       | 3 - 0 | Colombia   | 25-18, 25-21, 25-19        |
| 1º maggio 2013 Gimnasio Teodoro Palacios Flores, Città del Guatemala Durata: 1h:01 - Spettatori: 600 | Guatemala  | 0 - 3 | Porto Rico | 6-25, 13-25, 9-25          |

##### Classifica
| Pos | Squadra    | Pt | G | V | P | SV | SP | Ratio | PF  | PS  | Ratio |
| --- | ---------- | -- | - | - | - | -- | -- | ----- | --- | --- | ----- |
| 1   | Porto Rico | 9  | 3 | 3 | 0 | 9  | 1  | 9,000 | 244 | 177 | 1,379 |
| 2   | Cile       | 6  | 3 | 2 | 1 | 6  | 3  | 2,000 | 215 | 169 | 1,272 |
| 3   | Colombia   | 3  | 3 | 1 | 2 | 4  | 6  | 0,667 | 217 | 205 | 1,059 |
| 3   | Guatemala  | 0  | 3 | 0 | 3 | 0  | 9  | 0,000 | 100 | 225 | 0,444 |

### Fase finale
|  | Quarti | Quarti     | Quarti |  |  | Semifinali | Semifinali      | Semifinali |  |                 | Finale          | Finale          | Finale |
|  |        |            |        |  |  |            |                 |            |  |                 |                 |                 |        |
|  |        |            |        |  |  | 1A         | Rep. Dominicana | 2          |  |                 |                 |                 |        |
|  |        |            |        |  |  | 1A         | Rep. Dominicana | 2          |  |                 |                 |                 |        |
|  |        |            |        |  |  | 1B         | Porto Rico      | 3          |  |                 |                 |                 |        |
|  | 1B     | Porto Rico | 3      |  |  | 1B         | Porto Rico      | 3          |  |                 |                 |                 |        |
|  | 1B     | Porto Rico | 3      |  |  |            |                 |            |  |                 |                 |                 |        |
|  | 4A     | Perù       | 2      |  |  |            |                 |            |  |                 |                 |                 |        |
|  | 4A     | Perù       | 2      |  |  |            |                 |            |  | 1B              | Porto Rico      | 1               |        |
|  |        |            |        |  |  |            |                 |            |  | 1B              | Porto Rico      | 1               |        |
|  |        |            |        |  |  |            |                 |            |  |                 | 2A              | Brasile         | 3      |
|  |        |            |        |  |  |            |                 |            |  |                 | 2A              | Brasile         | 3      |
|  |        |            |        |  |  |            |                 |            |  |                 |                 |                 |        |
|  |        |            |        |  |  |            |                 |            |  |                 |                 |                 |        |
|  |        |            |        |  |  | 2A         | Brasile         | 3          |  | Finale 3° posto | Finale 3° posto | Finale 3° posto |        |
|  |        |            |        |  |  | 2A         | Brasile         | 3          |  |                 |                 |                 |        |
|  |        |            |        |  |  | 3A         | Argentina       | 0          |  |                 | 1A              | Rep. Dominicana | 3      |
|  | 2B     | Cile       | 1      |  |  |            | Argentina       | 0          |  |                 | 1A              | Rep. Dominicana | 3      |
|  | 2B     | Cile       | 1      |  |  |            |                 |            |  | 3A              | Argentina       | 1               |        |
|  | 3A     | Argentina  | 3      |  |  |            |                 |            |  |                 | Argentina       | 1               |        |
|  | 3A     | Argentina  | 3      |  |  |            |                 |            |  |                 |                 |                 |        |

#### Quarti di finale
| 2 maggio 2013 Gimnasio Teodoro Palacios Flores, Città del Guatemala Durata: 1h:46 - Spettatori: 200 | Argentina  | 3 - 1 | Cile | 25-18, 28-30, 25-17, 25-18       |
| 2 maggio 2013 Gimnasio Teodoro Palacios Flores, Città del Guatemala Durata: 2h:00 - Spettatori: 175 | Porto Rico | 3 - 2 | Perù | 25-18, 18-25, 21-25, 25-20, 15-9 |

#### Semifinali
| 3 maggio 2013 Gimnasio Teodoro Palacios Flores, Città del Guatemala Durata: 1h:28 - Spettatori: 200 | Brasile         | 3 - 0 | Argentina  | 27-25, 25-21, 25-19              |
| 3 maggio 2013 Gimnasio Teodoro Palacios Flores, Città del Guatemala Durata: 2h:05 - Spettatori: 500 | Rep. Dominicana | 2 - 3 | Porto Rico | 19-25, 23-25, 25-19, 25-15, 9-15 |

#### Finale 3º posto
| 4 maggio 2013 Gimnasio Teodoro Palacios Flores, Città del Guatemala Durata: 1h:38 - Spettatori: 800 | Argentina | 1 - 3 | Rep. Dominicana | 16-25, 17-25, 25-20, 22-25 |

#### Finale
| 4 maggio 2013 Gimnasio Teodoro Palacios Flores, Città del Guatemala Durata: 2h:19 - Spettatori: 1 000 | Brasile | 3 - 1 | Porto Rico | 20-25, 25-19, 25-13, 23-25, 12-08 |

### Finali 5º e 7º posto
|  | Semifinali | Semifinali | Semifinali |      |      | Finale 5º posto | Finale 5º posto | Finale 5º posto |  |
|  |            |            |            |      |      |                 |                 |                 |  |
|  | Colombia   | Colombia   | 1          |      |      |                 |                 |                 |  |
|  | Colombia   | Colombia   | 1          |      |      |                 |                 |                 |  |
|  | Cile       | Cile       | 3          |      |      |                 |                 |                 |  |
|  | Cile       | Cile       | 3          |      | Cile | Cile            | 3               |                 |  |
|  |            |            |            |      | Cile | Cile            | 3               |                 |  |
|  |            |            | Perù       | Perù | 2    |                 |                 |                 |  |
|  | Guatemala  | Guatemala  | Perù       | Perù | 2    | 0               |                 |                 |  |
|  | Guatemala  | Guatemala  |            |      |      | 0               |                 |                 |  |
|  | Perù       | Perù       | 3          |      |      | Finale 7º posto | Finale 7º posto | Finale 7º posto |  |
|  | Perù       | Perù       | 3          |      |      |                 |                 |                 |  |
|  |            |            |            |      |      |                 |                 |                 |  |
|  |            |            |            |      |      | Colombia        | Colombia        | 3               |  |
|  |            |            |            |      |      | Colombia        | Colombia        | 3               |  |
|  |            |            |            |      |      | Guatemala       | Guatemala       | 0               |  |

#### Semifinali
| 3 maggio 2013 Gimnasio Teodoro Palacios Flores, Città del Guatemala Durata: 1h:38 - Spettatori: 200 | Colombia  | 1 - 3 | Cile | 22-25, 25-22, 24-26, 16-25 |
| 3 maggio 2013 Gimnasio Teodoro Palacios Flores, Città del Guatemala Durata: 0h:59 - Spettatori: ?   | Guatemala | 0 - 3 | Perù | 8-25, 12-25, 14-25         |

#### Finale 7º posto
| 4 maggio 2013 Gimnasio Teodoro Palacios Flores, Città del Guatemala Durata: 1h:17 - Spettatori: 100 | Colombia | 3 - 0 | Guatemala | 25-18, 25-14, 25-13 |

#### Finale 5º posto
| 4 maggio 2013 Gimnasio Teodoro Palacios Flores, Città del Guatemala Durata: 1h:45 - Spettatori: 200 | Cile | 3 - 2 | Perù | 16-25, 25-14, 17-25, 25-16, 16-14 |

## Classifica finale
| Pos     | Squadra         | Rosa |
| ------- | --------------- | --- |
| Oro     | Brasile         | Formazione: 1 Medeiros, 4 Dias, 5 Ferreira, 6 Silva, 7 Costa, 8 da Silva, 9 Tormena, 10 Sanches, 18 Conceição, 19 Teixeira, 20 Brock, 21 Vasques, CT: Thomas                 |
| Argento | Porto Rico      | Formazione: 1 Álvarez, 2 Pérez, 7 Velázquez, 9 Otero, 10 Montero, 11 Rivera, 12 Miranda, 14 Coronel, 16 Kuilan, 20 Santos, 21 Rojas, 24 Valle, CT: Rodríguez                 |
| Bronzo  | Rep. Dominicana | Formazione: 1 J. Martínez, 3 González, 5 Carrera, 7 García, 8 N. Martínez, 9 Hinojosa, 11 Semfle, 12 Rivero, 13 Matos, 14 Pérez, 17 L. Martínez, 20 B. Martínez, CT: Pacheco |
| 4.      | Argentina       | Formazione: 1 Sáez, 2 Rodríguez, 3 Andres, 5 Hiruela, 6 Michling, 8 Vega, 11 Verasio, 12 Enrique, 14 Piccolo, 15 Reinoso, 16 Tibaldo, 18 Nisenbaum, CT: Cáceres              |
| 5.      | Cile            | Formazione: 2 Izquierdo, 5 Sotomayor, 6 Pulgar, 7 Melo, 9 Rex, 10 Contreras, 11 Escobar, 12 Tuane, 13 Martí, 15 Reyes, 16 Ramírez, 17 Morales, CT: Jáuregui                  |
| 6.      | Perù            | Formazione: 1 del Valle, 3 Regalado, 4 Cuba, 5 Magallanes, 6 Guerrero, 7 Abreu, 8 Sandoval, 9 Briceño, 10 Valencia, 11 Urrutia, 12 Gómez, 17 Delgado, CT: Briceño            |
| 7.      | Colombia        | Formazione: 1 Pineda, 2 Soto, 4 Coneo, 5 Angulo, 6 Vargas, 7 Barbosa, 9 Pasos, 10 Caicedo, 11 Segovia, 12 Ararat, 13 Durán, 14 Valencia, CT: Guevara                         |
| 8.      | Guatemala       | Formazione: 1 Chacón, 2 Mejía, 3 Rivas, 4 M. González, 5 Martínez, 7 Girón, 8 Hernández, 9 Rodríguez, 10 Anleu, 11 Catalán, 13 A. González, 15 Bethancourth, CT: Domínguez   |

## Premi individuali[2]
| Premio                 | Nome            | Squadra    |
| ---------------------- | --------------- | ---------- |
| MVP                    | Laís Vasques    | Brasile    |
| Miglior realizzatrice  | Catalina Melo   | Cile       |
| Miglior attaccante     | Laura Sotomayor | Cile       |
| Miglior muro           | Laiza Ferreira  | Brasile    |
| Miglior servizio       | Laura Sotomayor | Cile       |
| Miglior palleggiatrice | Wilmarie Rivera | Porto Rico |
| Miglior ricevitrice    | Okiana Valle    | Porto Rico |
| Miglior difesa         | Laís Vasques    | Brasile    |
| Miglior libero         | Laís Vasques    | Brasile    |